# 陳鶺
陳鶺（16世紀—17世紀），字世敬，號常鴞，浙江紹興府山陰縣人，明朝政治人物。

## 生平
陳鶺是萬曆十年（1582年）壬午科浙江鄉試舉人，十七年（1589年）成進士，吏部觀政，為父母服喪後，二十年十二月獲授刑部主事，二十三年差关内审决；歷遷員外郎、郎中，二十六年外任南昌知府，三十年轉為江西按察副使兼參議，分守南瑞道。他為政保持大體，不會苛待，但遇事都會慷慨負責，很快轉到廣東羅定備兵，在病中就任，很快去世。

## 家族
曾祖陳賢，壽官。祖父陳瑄，七品散官。父陳諆，魯府引禮舍人。

## 引用
1. 1 2  嘉慶《山陰縣志·卷十四·鄉賢二》：陳鶺，字世敬，萬歷己丑進士，內艱服闋，授刑部主事。歷遷員外、郎中，出知南昌府，遷江西按察副使兼參議，分守南瑞道。大計罣吏議，聽調南昌，為政持大體，不喜苛察，然遇事慷慨敢任無少避。尋備兵廣東羅定，力疾就道，卒於官。 舊志並採家傳
2. ↑  嘉慶《山陰縣志·卷十·選舉一》：陳鶺……以上（萬曆）十年壬午科（舉人）
3. ↑  《萬曆十七年己丑科進士履歷》：陳鶺，常鴞，诗二房，戊午六月二十六日生。山阴县人，壬午鄉試，二甲三十四名。吏部政，壬辰十二月授刑部主事，乙未差关内审决，丙申升郎中，戊戌升南昌知府，壬寅升本省付使，甲辰考察調簡，丙申升廣東付使。